# 大間原子力発電所
大間原子力発電所（おおまげんしりょくはつでんしょ）は、青森県下北郡大間町に建設中の電源開発の原子力発電所である。

## 概要
大間原子力発電所は、ウラン燃料だけでなく、MOX燃料を全炉心に装荷できることが特徴であり、1995年8月の原子力委員会決定によると、「中期的な核燃料リサイクルの中核的担い手である軽水炉によるMOX燃料利用計画を拡げるという政策的な位置付けを持つ。」とされている。
大間原子力発電所で発電された電力は、沖縄電力を除く旧一般電気事業者9社へ売電される予定である。（売電割合は後述）

## 沿革
- 1976年04月 - 大間町商工会は大間町議会に原子力発電所新設に係る環境調査実施方を請願。
- 1982年08月 - 原子力委員会は電源開発を実施主体とする新型転換炉実証炉計画を決定。
- 1984年12月 - 大間町議会は原子力発電所誘致を決議。
- 1995年
  - 7月 - 電気事業連合会は経済性に見通しが得られないとの理由で、新型転換炉実証炉計画見直しを申入れ。
  - 8月 - 原子力委員会が、新型転換炉実証炉の代替計画として、全炉心にMOX燃料装荷可能な改良型沸騰水型軽水炉（ABWR）を決定。
- 1998年
  - 09月 - 通商産業省に環境影響調査書を提出（地元町村での縦覧、一般説明会の開催）。
  - 12月 - 通商産業省が第一次公開ヒアリングを開催。
- 1999年
  - 6月 - 原子力安全委員会が「改良型沸騰水型原子炉における混合酸化物燃料の全炉心装荷について」を了承。
  - 8月 - 国の電源開発基本計画への組入れが決定。
  - 9月 - 電源開発が通商産業省に原子炉設置許可を申請。
- 2003年02月 - 電源開発は炉心建設予定地付近の用地買収を断念。炉心建設予定地を南へ200メートル程度移動させる[3]。
- 2004年03月 - 電源開発が発電所配置計画見直しに伴い、改めて経済産業省に原子炉設置許可を申請。
- 2005年10月 - 原子力安全委員会が第二次公開ヒアリングを開催。
- 2008年
  - 04月 - 経済産業省が大間原子力発電所の設置を許可。
  - 05月 - 第1回工事計画認可（着工）。
  - 11月 - 電源開発が、運転開始予定を2012年3月から2014年11月に延期することを発表[4][5]。
- 2010年7月 - 青森県大間町や対岸の北海道函館市の市民グループ168人が、国と事業主の電源開発（東京都中央区）を相手取り、設置設計取り消しと建設差し止めを求める訴訟を函館地方裁判所に提起。総額510万円の損害賠償も求めている。なお、2018年3月19日、函館地方裁判所により原告側の訴えは棄却された。
- 2011年3月 - 東北地方太平洋沖地震（東日本大震災）に伴い、本体建設工事休止。
- 2012年
  - 03月 - 運転開始時期を変更（2014年11月の運転開始予定を未定に変更）[6]。
  - 10月 - 本体建設工事再開。
- 2014年12月16日 - 電源開発が、原子力規制委員会に対し新規制基準適合性審査を申請。
- 2022年9月 - 運転開始時期を2030年度に延期[7]

## 発電設備
電源開発株式会社大間原子力発電所原子炉設置許可申請の概要に基づき記述。
|       | 原子炉形式                   | 運転開始 | 定格出力  | 使用燃料                  | 現況   |
| ----- | ---------------------------- | -------- | --------- | ------------------------- | ------ |
| 1号機 | 改良型沸騰水型軽水炉（ABWR） | 未定     | 138.3万kW | MOX燃料、低濃縮ウラン燃料 | 建設中 |

大間原子力発電所の売電割合は以下の表の通り。
| 受電会社   | 受電電力  | 受電割合 |
| ---------- | --------- | -------- |
| 北海道電力 | 4.9万kW   | 3.5%     |
| 東北電力   | 12.4万kW  | 9.0%     |
| 東京電力   | 46.2万kW  | 33.4%    |
| 中部電力   | 20.5万kW  | 14.8%    |
| 北陸電力   | 4.3万kW   | 3.1%     |
| 関西電力   | 23.4万kW  | 16.9%    |
| 中国電力   | 9.3万kW   | 6.7%     |
| 四国電力   | 4.4万kW   | 3.2%     |
| 九州電力   | 12.9万kW  | 9.3%     |
| 合計       | 138.3万kW | -        |

※四捨五入のため割合の合計は100%にならない。

## 反対運動と影響
大間原子力発電所は、1984年（昭和59年）の誘致決議から2008年（平成20年）5月に至るまで、着工すら行われていなかった。これは、原子炉建設予定地付近の土地を所有する地権者が、原子力発電所の建設を頑なに反対し、最後まで土地買収に応じなかったためである。
このため、電源開発は2003年（平成15年）2月、土地収用法の適用を求めず、ついに用地買収を断念し、炉心位置を南に200メートル程度移動させる建設計画の見直しと原子炉設置許可申請の変更を強いられることとなった。反対運動の影響により、原子力発電所の原子炉設置許可申請が変更されたのは、初めてのケースである。
なお、この用地買収をめぐっては、買収金に関する不明朗な噂がいくつか飛び交っていたことが報道されている。
TBSテレビの『報道特集』で、2002年（平成14年）に原子力発電に関わる企業が用意した用地買収のための資金7,000万円が、狂言強盗によって横領された事件があり、その元実行犯と当時を知る元大間町議の話によると、反社会的勢力が用地買収に関わっていたと証言したが、電源開発は他の民間業者に用地買収を依頼したことはないと証言し、関与を否定したと報道された。
大間原発予定地のほぼ中央には原発に反対して、用地買収に応じなかった地元住民の熊谷あさこのログハウス「あさこはうす」がある。熊谷が亡くなってからは長女の熊谷厚子が「あさこはうす」を守っている。

## 震災の影響

### 災害対策の追加
東北地方太平洋沖地震（東日本大震災）発生時、本発電所は建設中であり、運転開始後の状態にあった炉は1基もなかった。
建設主体の電源開発は5月2日、東北地方太平洋沖地震（東日本大震災）を受け、津波対策として、タービン建屋・原子炉建屋などの前面に防潮壁を設置することを発表した。一方、東通原子力発電所と本発電所の一次変電所が上北変電所を共用し、送電ルートの多重化がなされていないと報じられた。同様に原子力施設の集中している福井県の敦賀半島では、北陸電力・関西電力による多重化が進められている。
福島第一原子力発電所事故後、東北電力が管内の原子力施設の安全性を緊急に再検討した資料によれば、大間原子力発電所に対しては、上北変電所からの500kV幹線2回線に加え66kV大間線が接続され、2ルート3回線となっており、上北変電所自体も回路の2重構成化を実施済みであるという。ただし、報告書の10ページで想定されている上北変電所が全故障した場合などの超過酷ケースにおいてはこの3回線による外部からの電源供給が絶たれるため、更なる多重化を目的として、上北変電所を経由しないで六ヶ所変電所に至る154kV回線を本発電所の運転開始前に1回線増設し、下北半島の原子力施設全体の信頼性向上にも資することとされた。また、変電所が故障した場合、移動ケーブル等の復旧資材などを確保することも決められた。

### 政治的影響
地震後の2011年5月の青森県知事選挙に伴い、県内の原子力施設問題が争点に浮上した。現職で今回も立候補している三村申吾は「福島第一原発事故の収束と、東電が事故収束に向けて示した工程の順守が最優先」と述べた。民主党県連幹事長の山内崇は原子力は基幹電力であるとしながらも、県内での原発新設を凍結し、「安全基準の見直しや防災避難道路の整備など、防災体制の構築が工事再開に向けた議論の第一歩」「安全基準や耐震指針に高いレベルを求める」などと述べた。民主党幹事長の岡田克也は、5月12日の記者会見で「福島原発の重大な事故を教訓とし、より安全性の高い原子力発電を実現していかなければいけない」として建設続行方針を表明した。一方、知事選候補で日本共産党青森県委員会書記長の吉俣洋は、青森県民の安全が第一と訴え、東北電力東通原子力発電所2号機、および東京電力の同発電所2号機の計画を「当然中止」とし、東京電力の1号機の建設に対しても中止を求めた。
函館市の工藤壽樹市長は、経済産業省などに大間原発無期限凍結を要請。民主党総括副幹事長で衆議院議員の逢坂誠二が民主党道8区総支部、北海道議会民主党、道民連合を率い、北海道知事の高橋はるみに「北海道は大間原発建設の永久凍結を求めよ」との要望書を提出。高橋は民主党総括副幹事長が北海道庁まで来たついでに「大間原発の安全性に関して、国は明確に説明せよ」他との要望書を逆提出した。
一方で2012年9月15日には経済産業大臣の枝野幸男が「すでに建設の許可が出ている原発の扱いを変更することは考えていない」と述べ、東北地方太平洋沖地震（東日本大震災）後に工事を止めている着工済みの国内原発について、建設の再開を容認する考えを閣僚として初めて示した。
2014年4月3日、函館市は国と電源開発を相手取って、原子力発電所の建設差し止めを求める訴訟を、東京地方裁判所に起こした。これに先立つ同年3月26日に函館市議会はこの訴訟の可否を問う議案を全会一致で可決している。また函館市はふるさと納税による寄付金の用途に「大間原発建設差し止めの訴訟費用」を2017年4月3日に追加、2017年度に3880万6000円を集め、2018年7月13日時点で寄付金・ふるさと納税の合計額が1億円に達した。